# Sempu
Der Sempu ist ein 1549 m hoher Vulkan auf der indonesischen Insel Sulawesi in der Provinz Sulawesi Utara. Der Vulkan hat eine 3 km breite Caldera und einen Kratersee. Schwefelablagerungen wurden seit 1930 aus dem Maar extrahiert. Historische Aufzeichnungen der Vulkanaktivitäten gibt es jedoch nicht.